# Vàlvula hidràulica

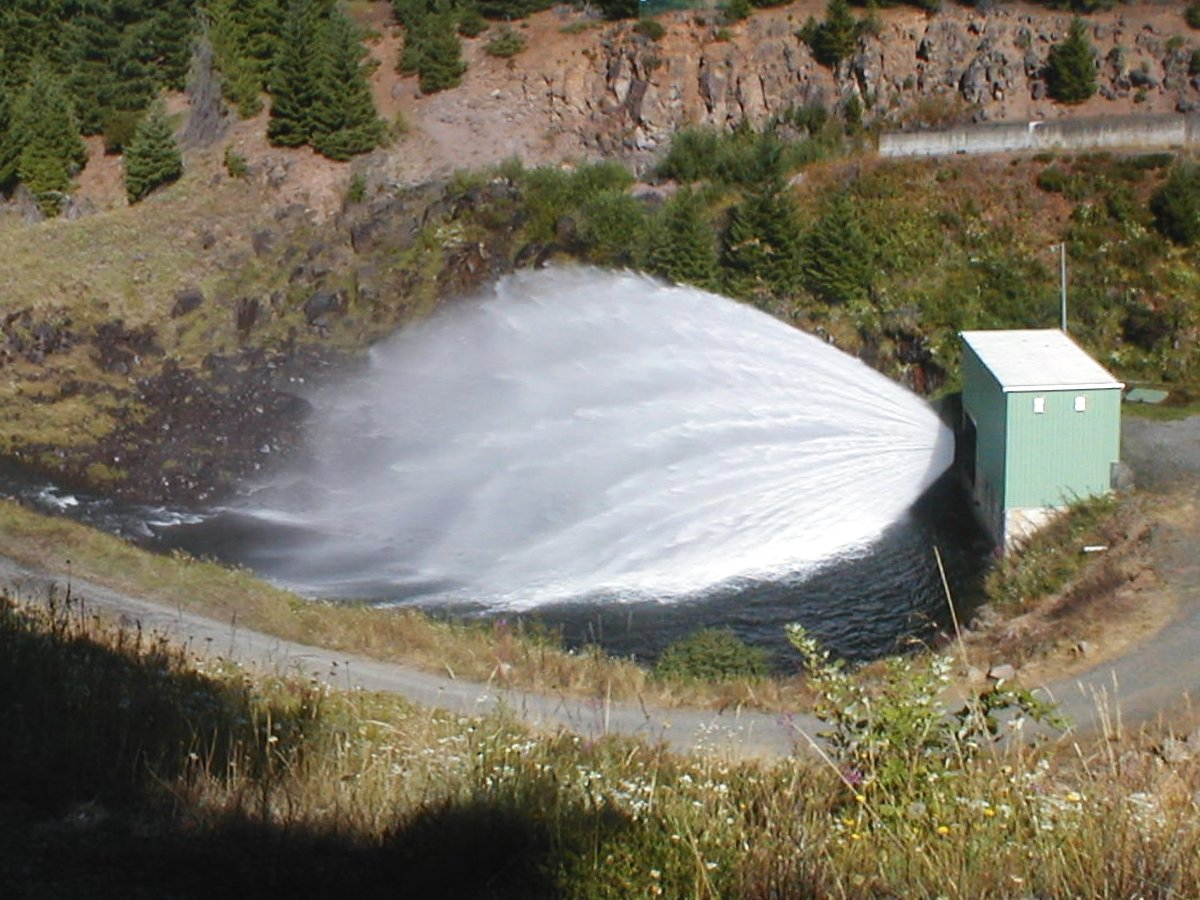
Vàlvula dissipadora d'energia tipus Howell-Bunger.

Una vàlvula hidràulica es un dispositiu que serveix per a regular el flux d'un líquid, o d'un gas, que els permet de circular en un determinat sentit d'una conducció, tot impedint-los de fer-ho en el sentit contrari.
Per tant, forma una de les parts més fonamentals de tot circuit hidràulic El fet del seu ús es el que la diferencia d'una vàlvula industrial, tot i que la part mecànica en forma part, de manera molt important.
També son vàlvules hidràuliques aquelles que s'utilitzen pel control del aigua o obres hidràuliques.
Les vàlvules que s'utilitzen en obres hidràuliques són un cas particular de vàlvules industrials, que presenten algunes característiques particulars i, per tant, mereixen ser tractades de manera separada.

## Construcció i Funcionament d'una Vàlvula hidràulica.

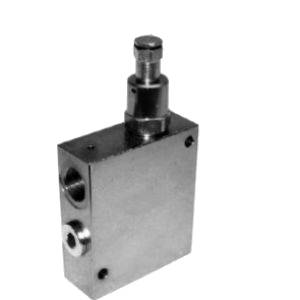
Aspecte exterior d'una vàlvula Ventil

Normalment les vàlvules consten de quatre parts a saber :

### Part de govern
Que es la que venc les diverses resistències que s'oposen al moviment. Podent ser aquest de diversos tipus :
- Mecànic normalment per part de palanques o polsadors de comandament
- Elèctric per part d'un solenoide anomenat bobina de control. En aquest cas també parlem d'electrovàlvules, que es la més utilitzada.
- Hidràulic, en aquest cas es podria parlar de Servovàlvules que formen part d'un servomecanisme. Molt utilitzades en direccions assistides. Un altre exemple el tenim en vàlvules pilotades i vàlvules unidireccionals.
- Neumàtic, quan el control el actua un sistema neumàtic, molt possiblement un cilindre.

### Part actuant
Que es la que controla el fluid hidràulic, i que també es poden distingir dos tipus principals :
- Corredissa giratòria, en la que el govern s'efectua amb l'enfrontament de diversos canals.
- Corredissa lliscant, es la més utilitzada, en la que es posen en contacte les diverses càmeres.

### Cos de la vàlvula

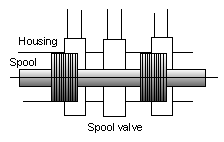
Esquema a on es veu la construcció d'una vàlvula de corredissa lliscant

Que es el suport de tot plegat, i de pas aguanta la vàlvula en el muntatge del circuit.
Com es pot imaginar tenen molt diverses formes, encara que la més corrent es la rectangular amb el pas de quatre cargols que serveixen per a subjectar-la de manera física a un bastidor o armari de control.

### Molla de posicionament
Com el seu nom indica es tracta d'una Molla que manté la corredissa en un lloc determinat, sent una de les resistències que es s'han de salvar.

## Principals tipus
Les vàlvules per la seva funció es poden classificar segons

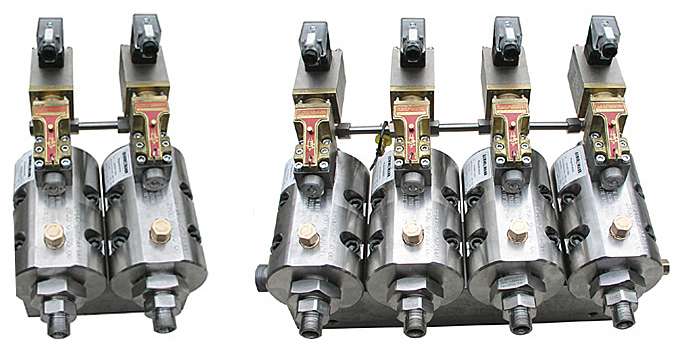
Sèrie de vàlvules controlades elèctricament o electrovàlvules

- Sèrie de vàlvules controlades elèctricament o electrovàlvules Vàlvules reguladores de pressió, que controlen la pressió de funcionament del circuit. És molt important en la funció 'Ventil' que protegeix al circuit de sobrepressions. Es la vàlvula situada a la sortida de la bomba.

- Vàlvules de vies, que distribuïxen el caudal als diversos actuadors.

- Vàlvules antiretorn, que asseguren la direcció del fluid.

- Vàlvules reguladores del caudal, que regulen el caudal disponible en cada part del circuit.

## Vàlvules d'obra Hidràulica
- La classificació de les vàlvules utilitzades en les obres hidràuliques es pot fer segons el tipus d'obra hidràulica:

- Preses i centrals hidroelèctriques
  - Vàlvules per a descàrrega de fons en preses, per exemple del tipus Howell-Bunger.
  - Vàlvules dissipadores d'energia
  - Vàlvules per regular el cabal en una presa
  - Vàlvules per regular l'entrada d'aigua a la turbina
  - Vàlvules tipus  agulla

- Aqüeductes
  - Vàlvula tipus papallona
  - Vàlvula tipus comporta
  - Vàlvula tipus esfèric
  - Vàlvules antiretorn
  - Vàlvula de peu
  - Vàlvula de disc autocentrat

- Sistemes de reg
  - Vàlvules per hidrants
  - Vàlvules antiretorn
  - Vàlvules de peu

## Imatges

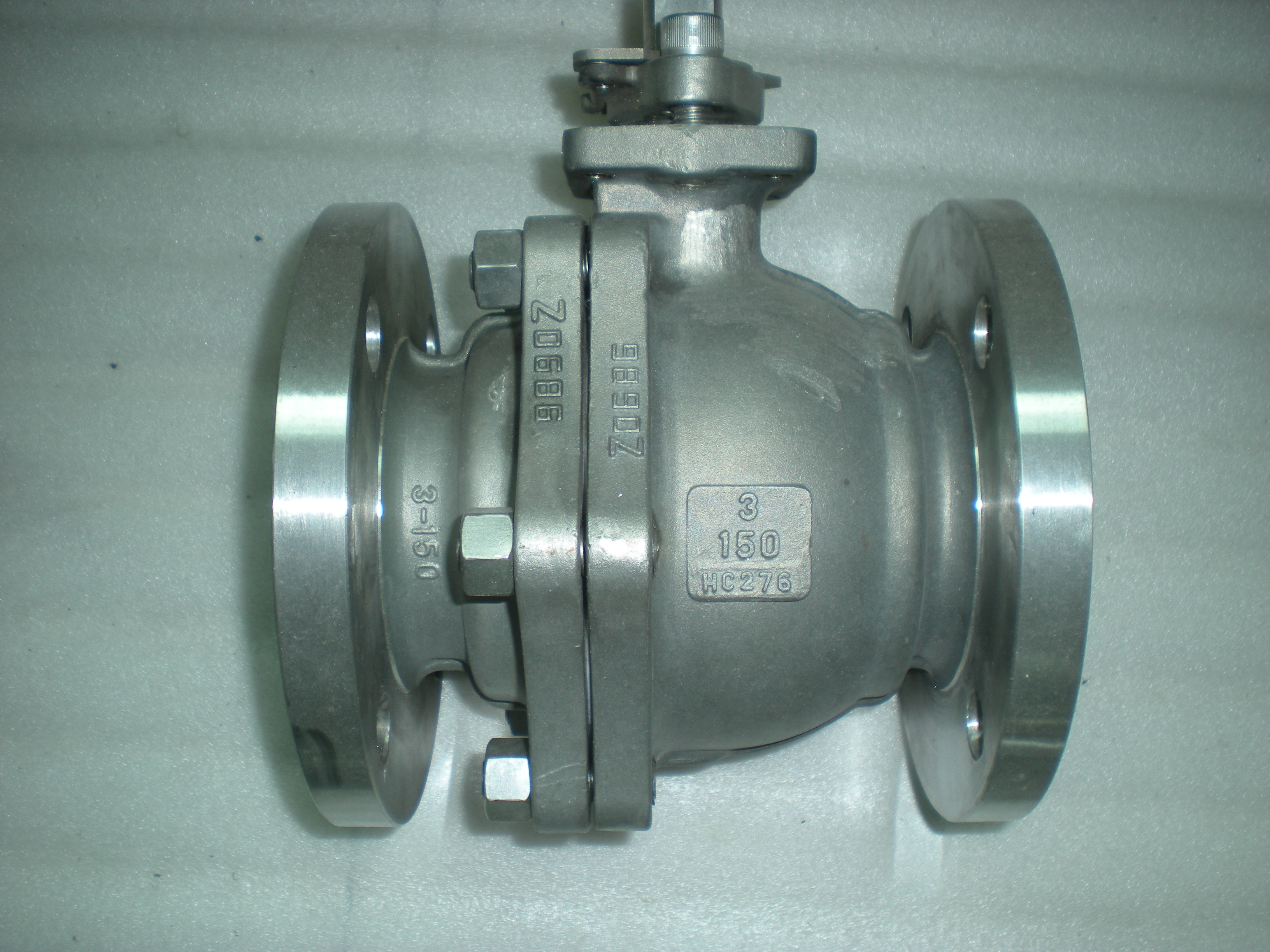
Vàlvula de bola en Hastelloy
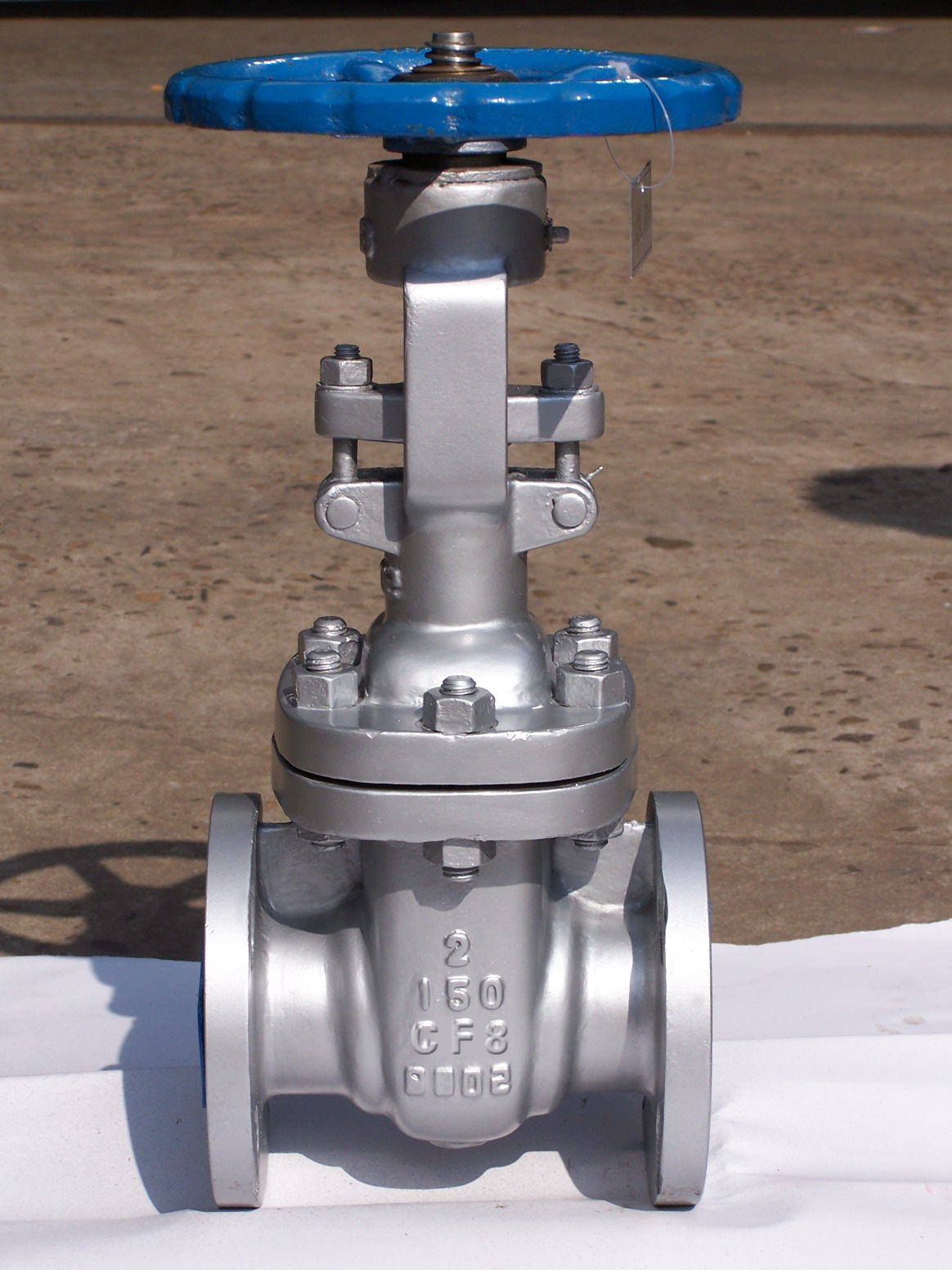
Vàlvula de comporta en acer inoxidable
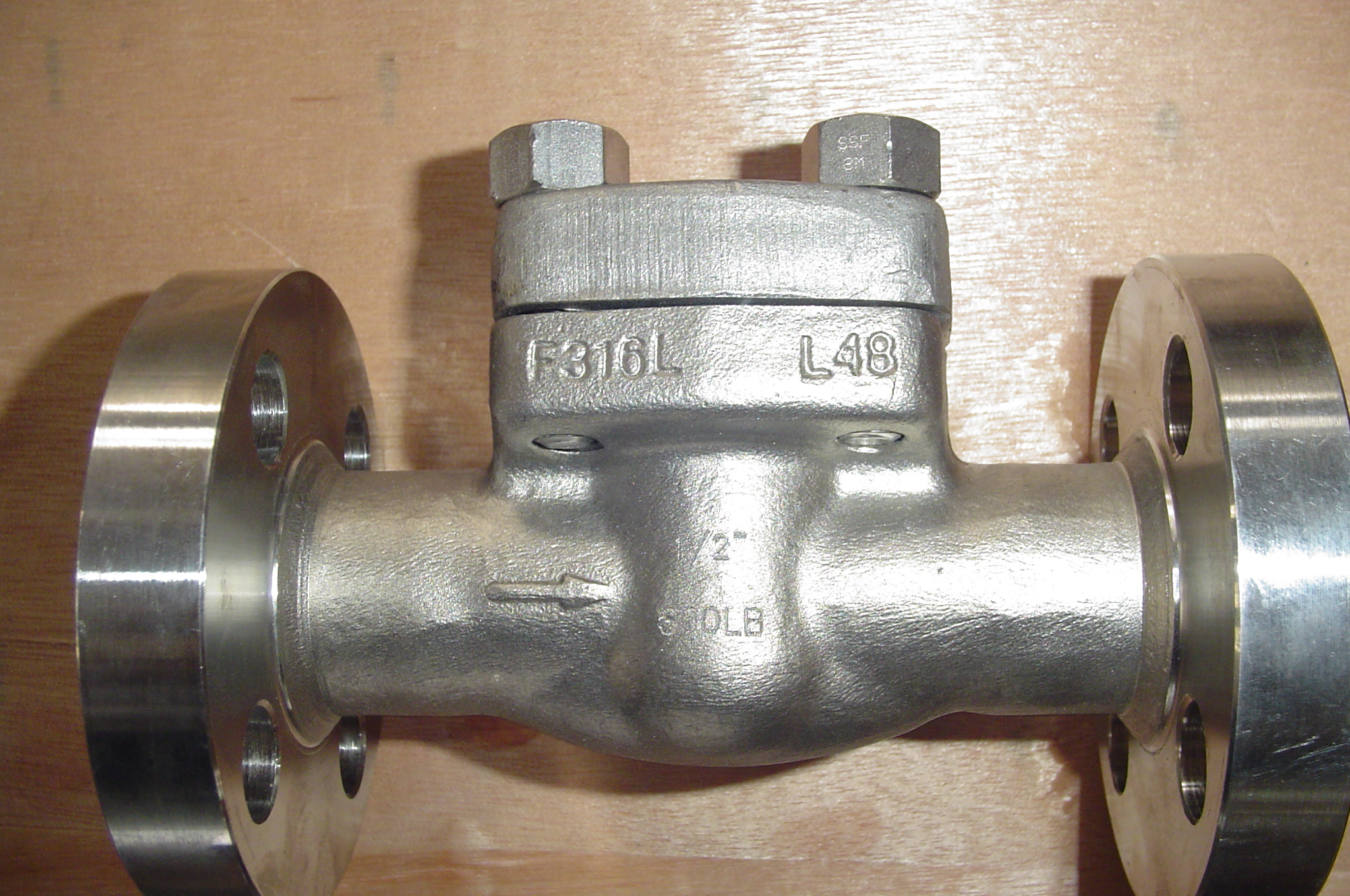
Vàlvula antiretorn en acer inoxidable
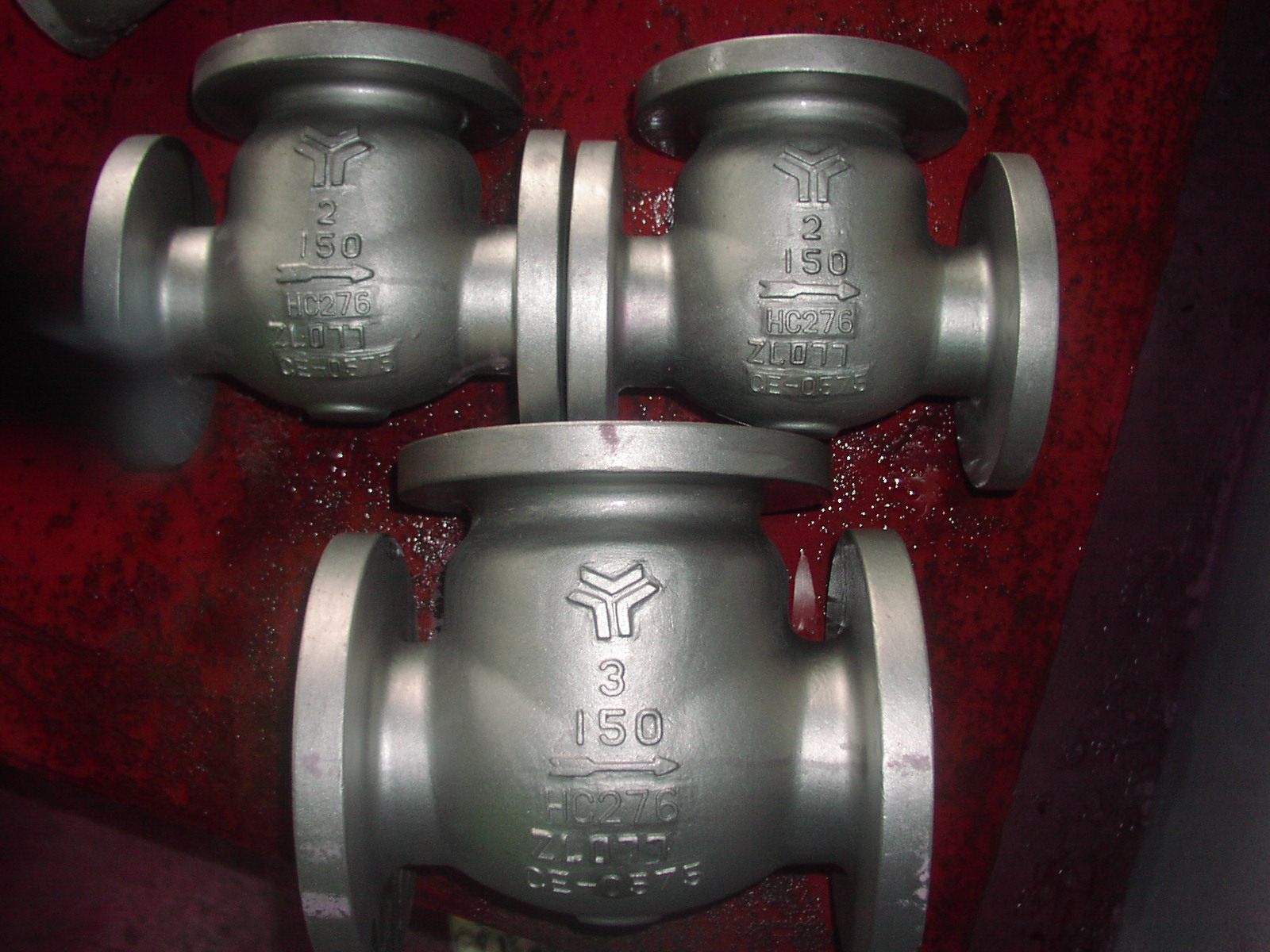
Vàlvula antiretorn en Hastelloy
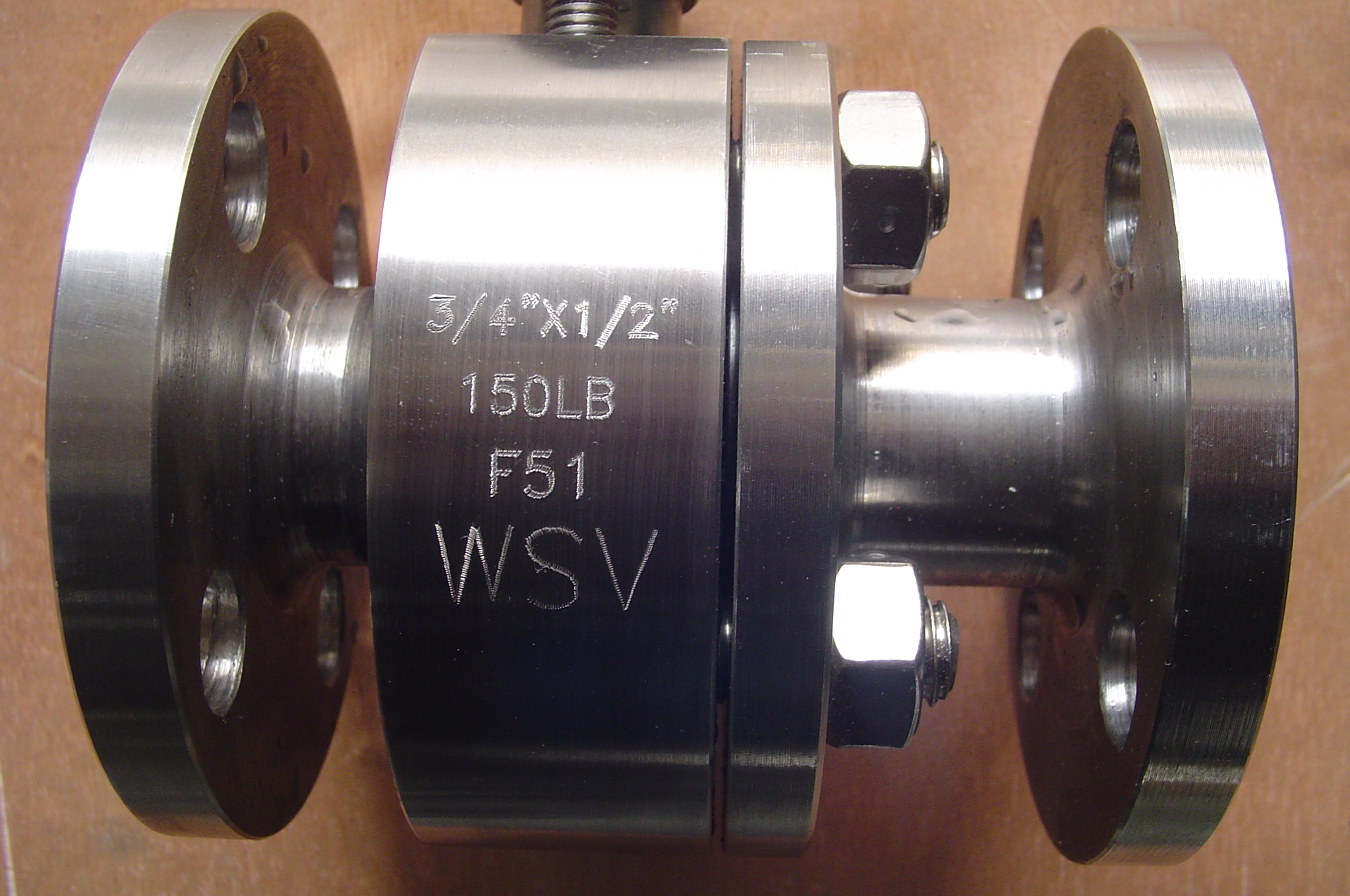
Vàlvula de bola en dúplex
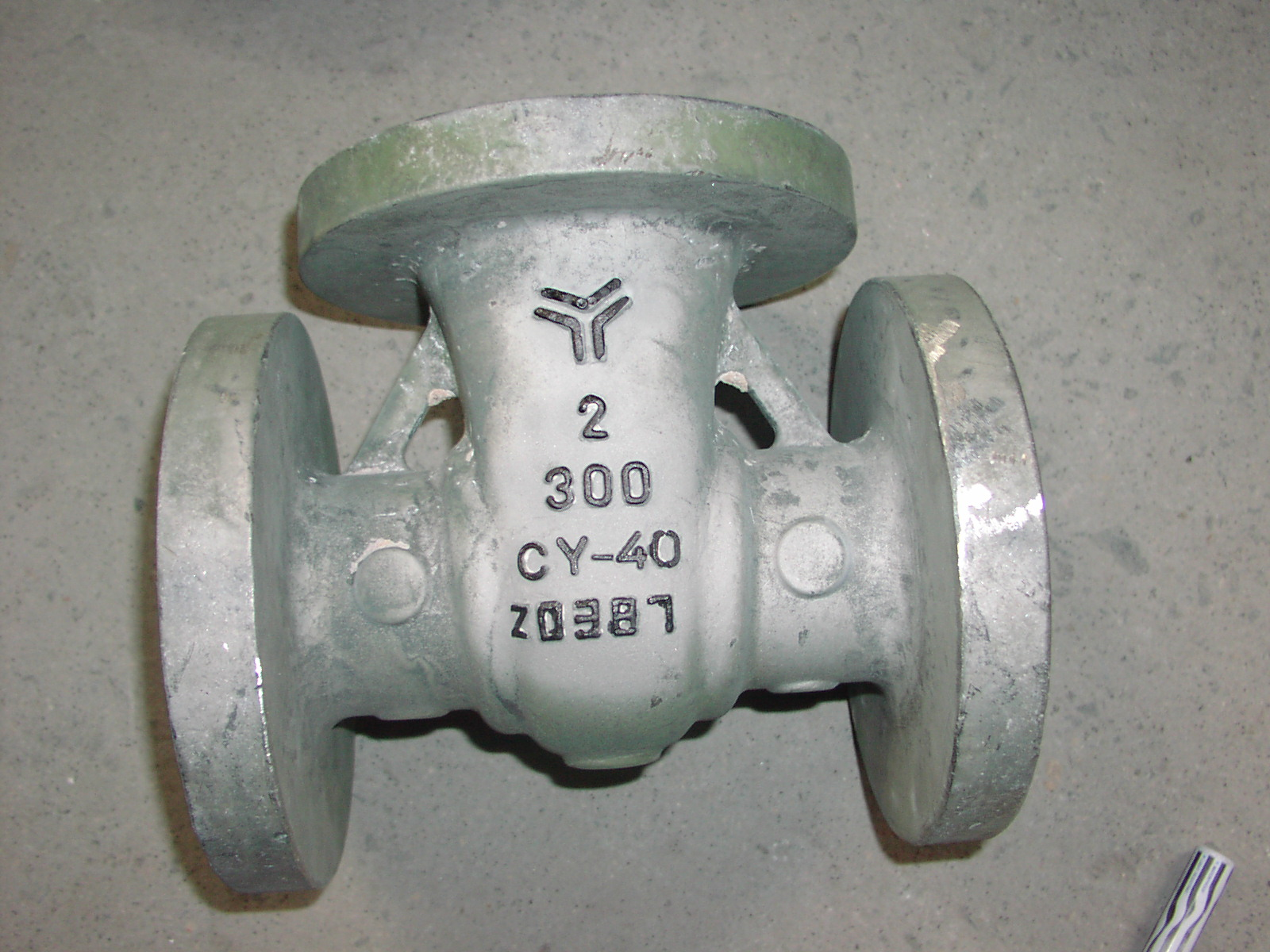
Vàlvula de comporta en Inconel
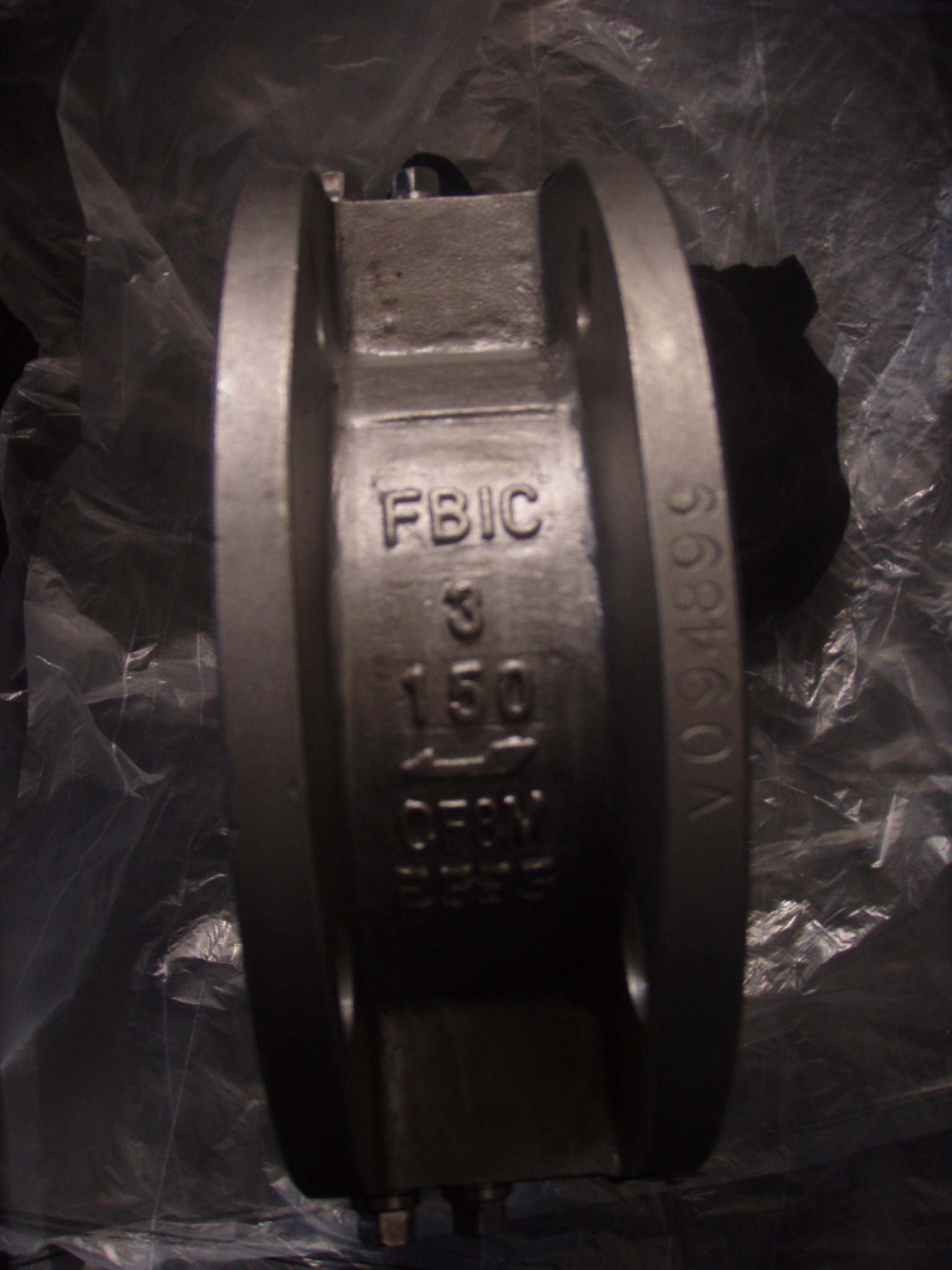
Vàlvula antiretorn tipus wafer en acer inoxidable
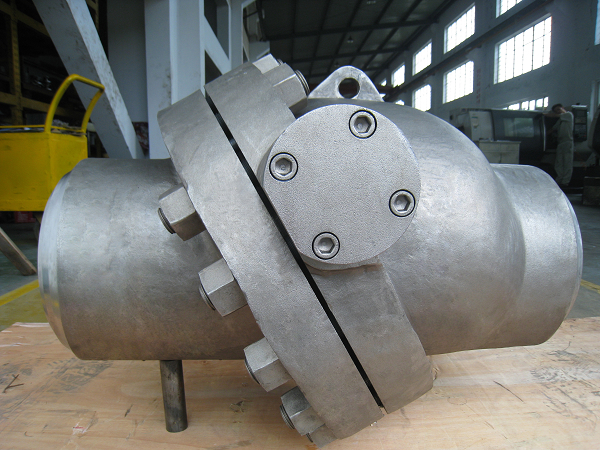
Vàlvula antiretorn en Inconel
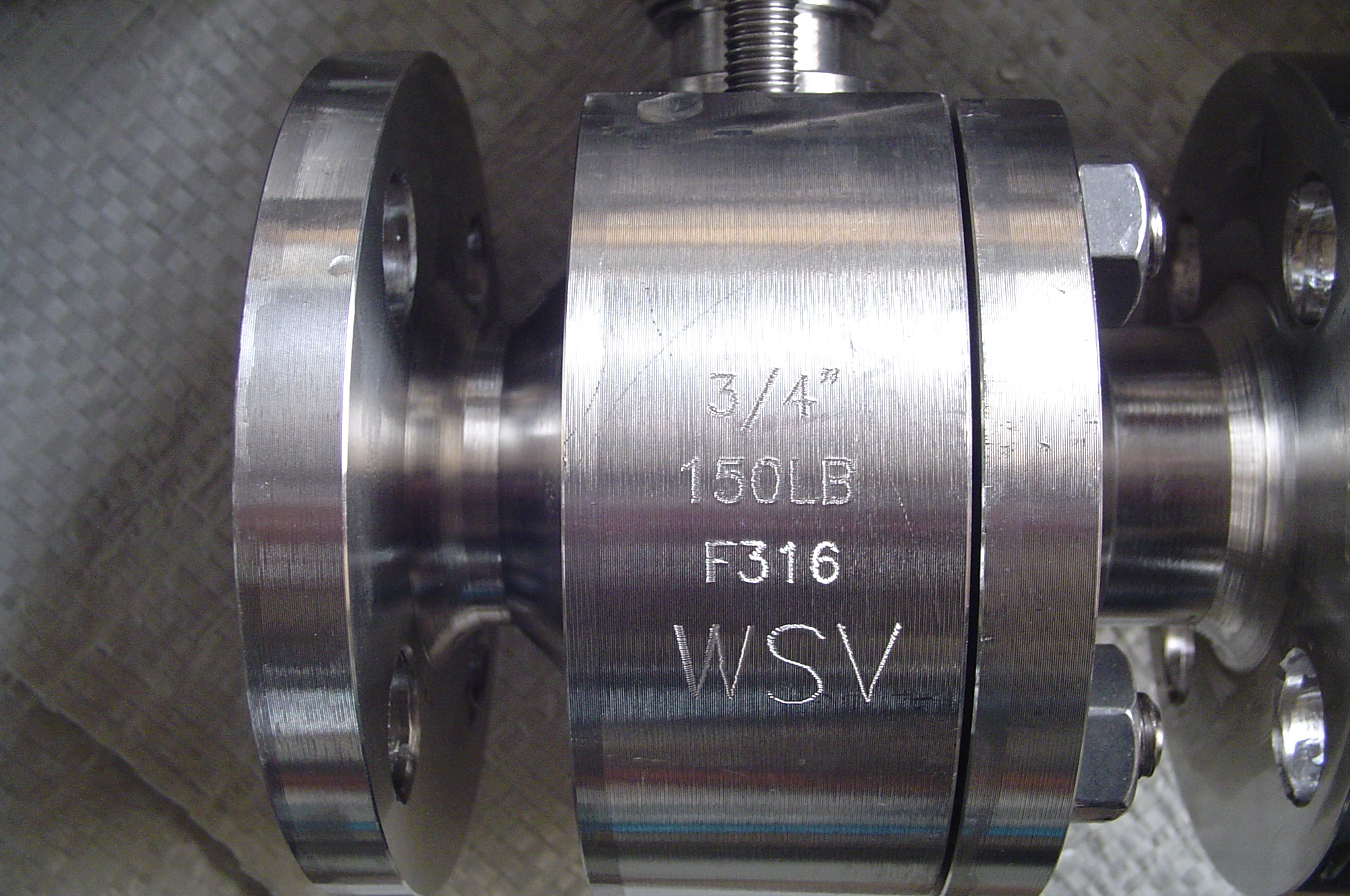
Vàlvula de bola en acer inoxidable
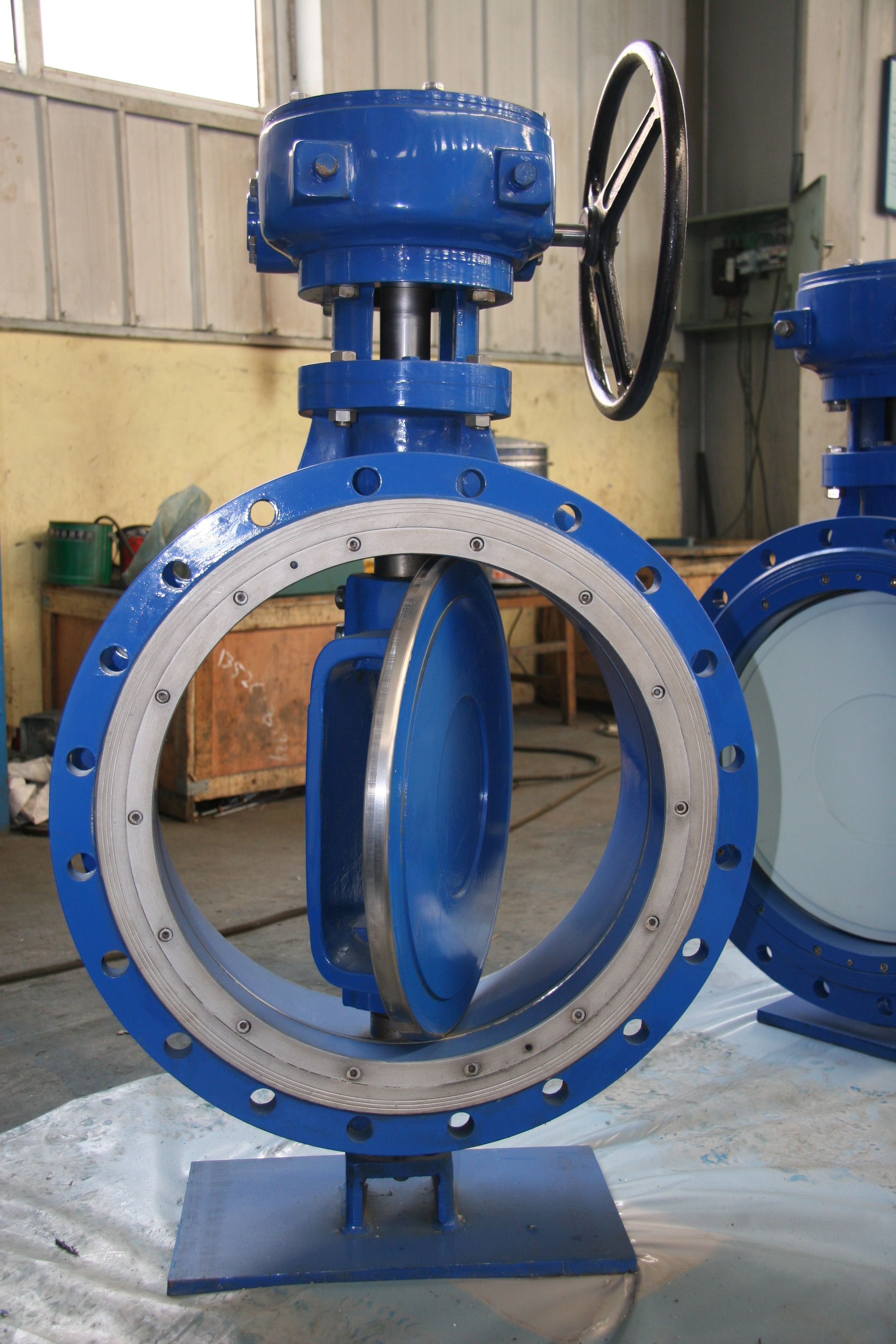
Vàlvula tipus papallona en acer fos
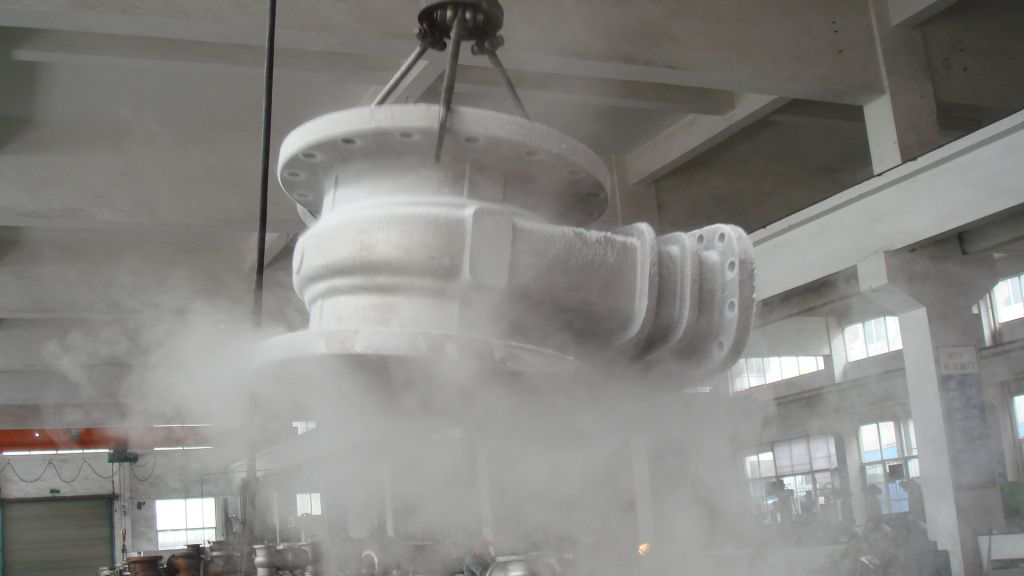
Vàlvula de comporta criogènica a 254 SMO
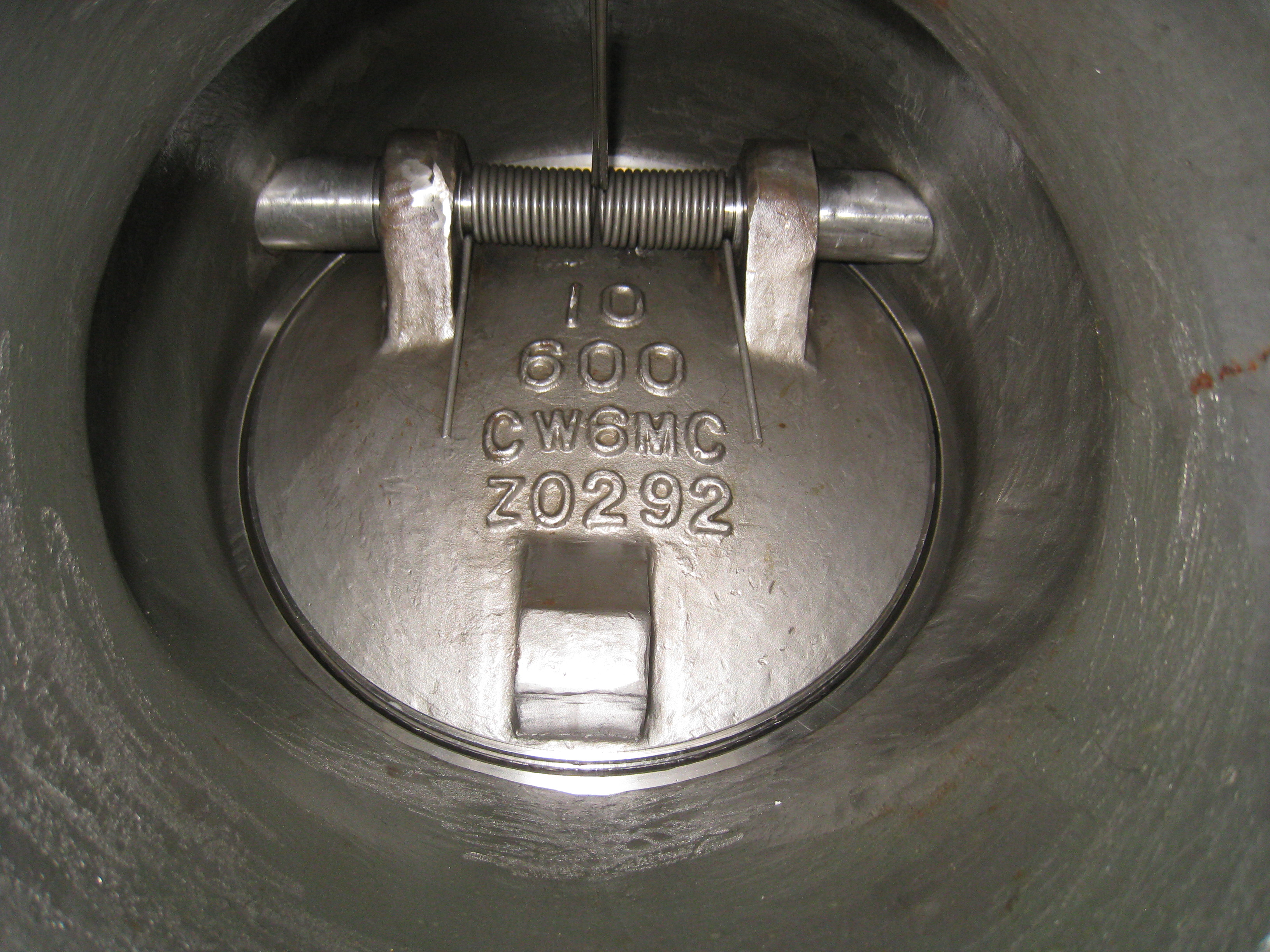
L'interior d'una vàlvula antiretorn de clapeta oscil·lant en Inconel
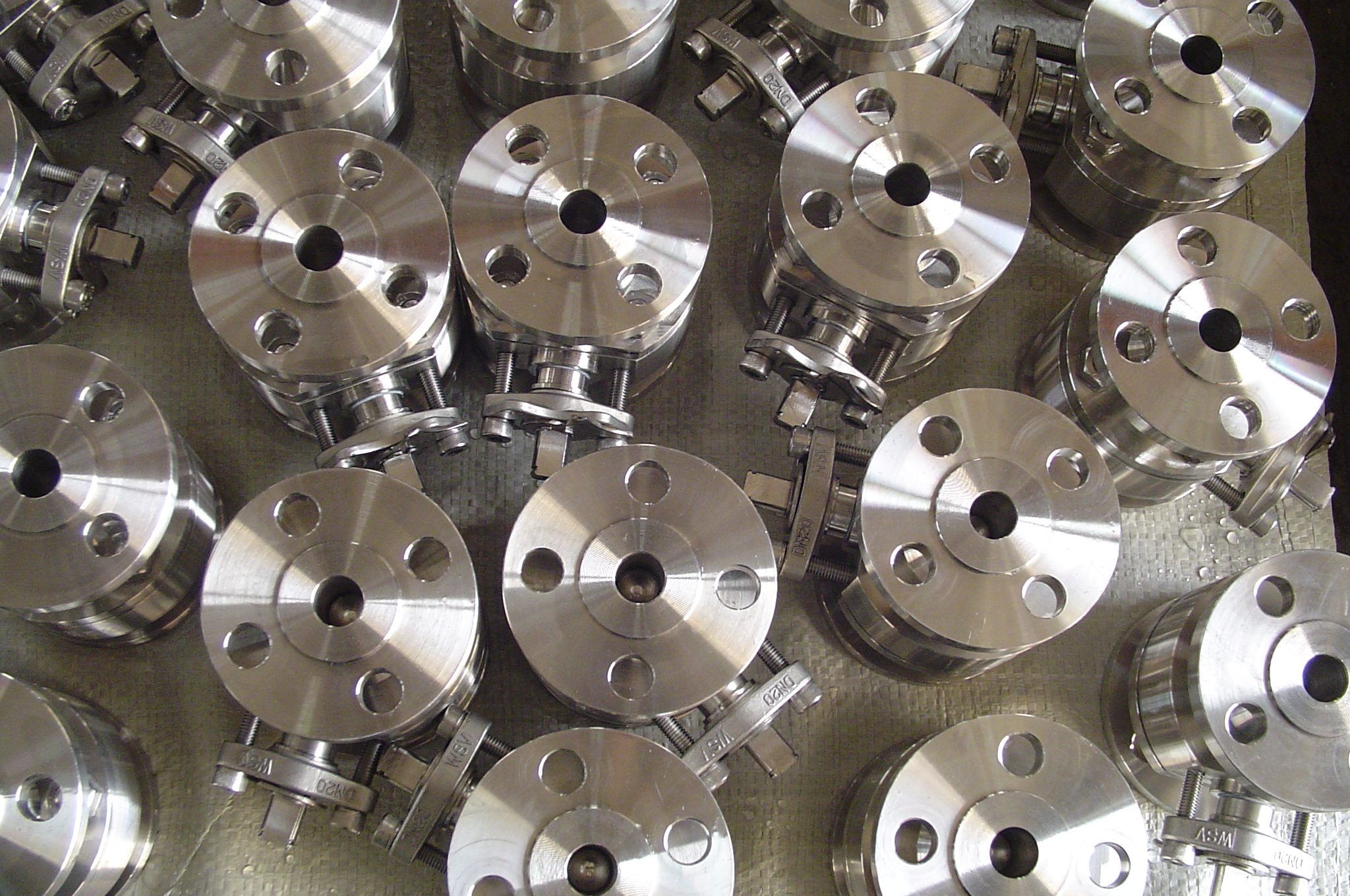
Valvulas de bola en dúplex
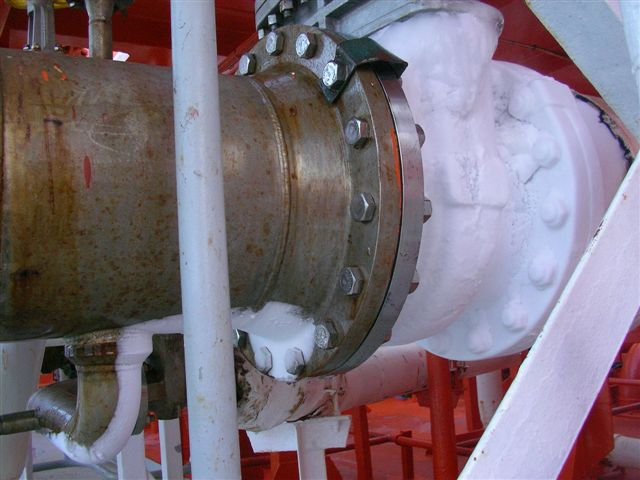
Vàlvula de comporta criogènica en operació
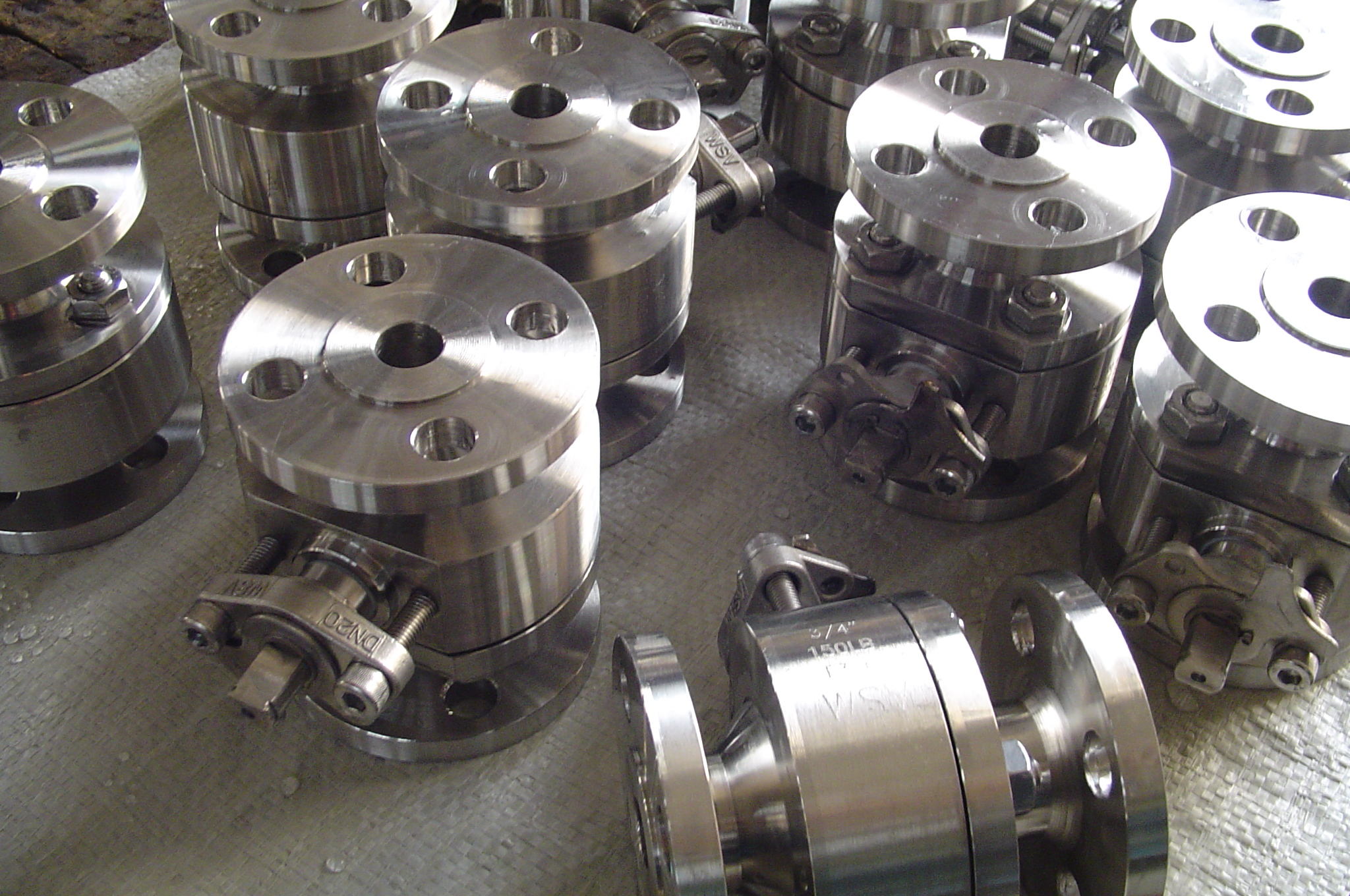
Vàlvula de bola en super dúplex
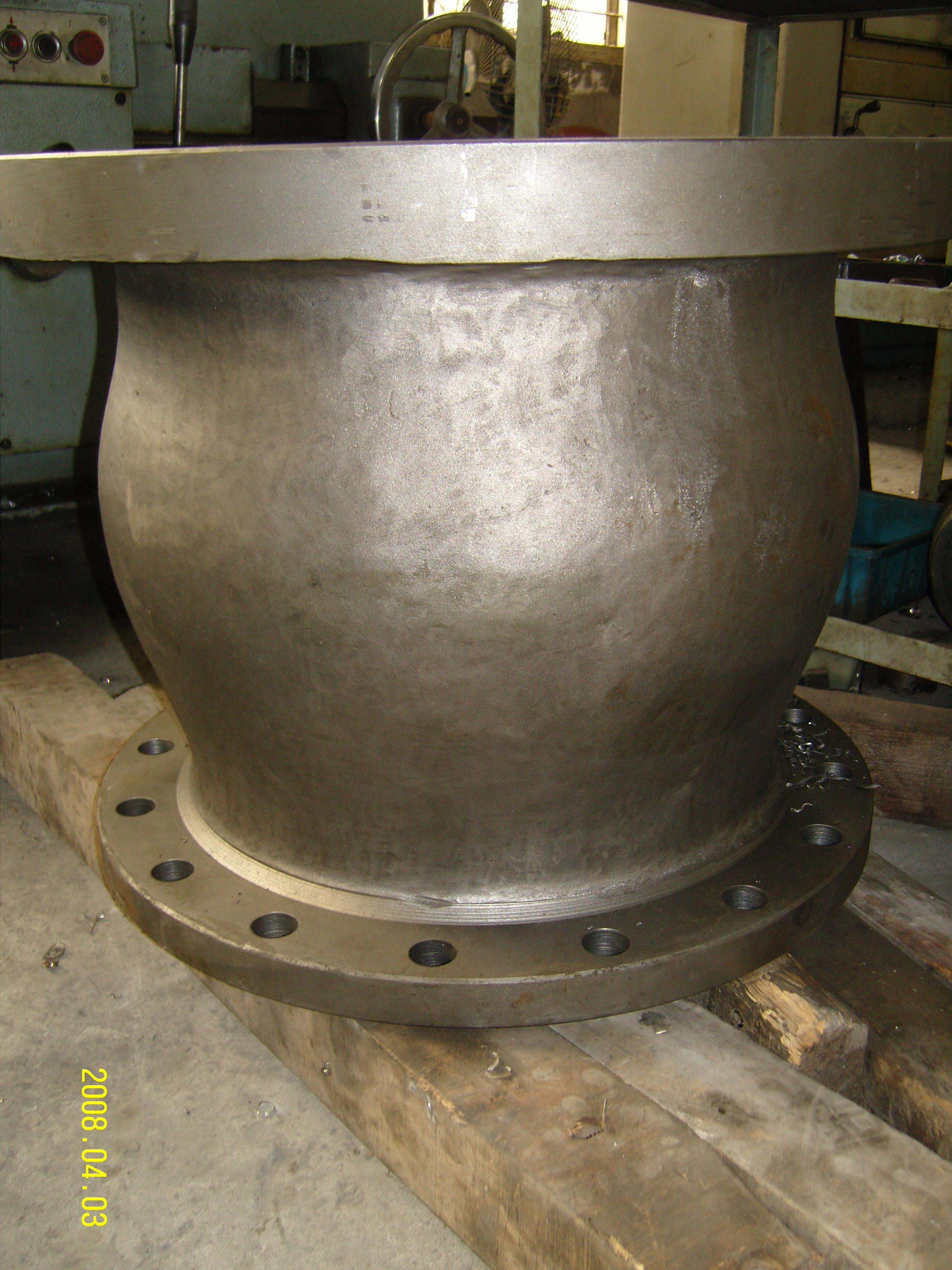
Vàlvula antiretorn en Inconel
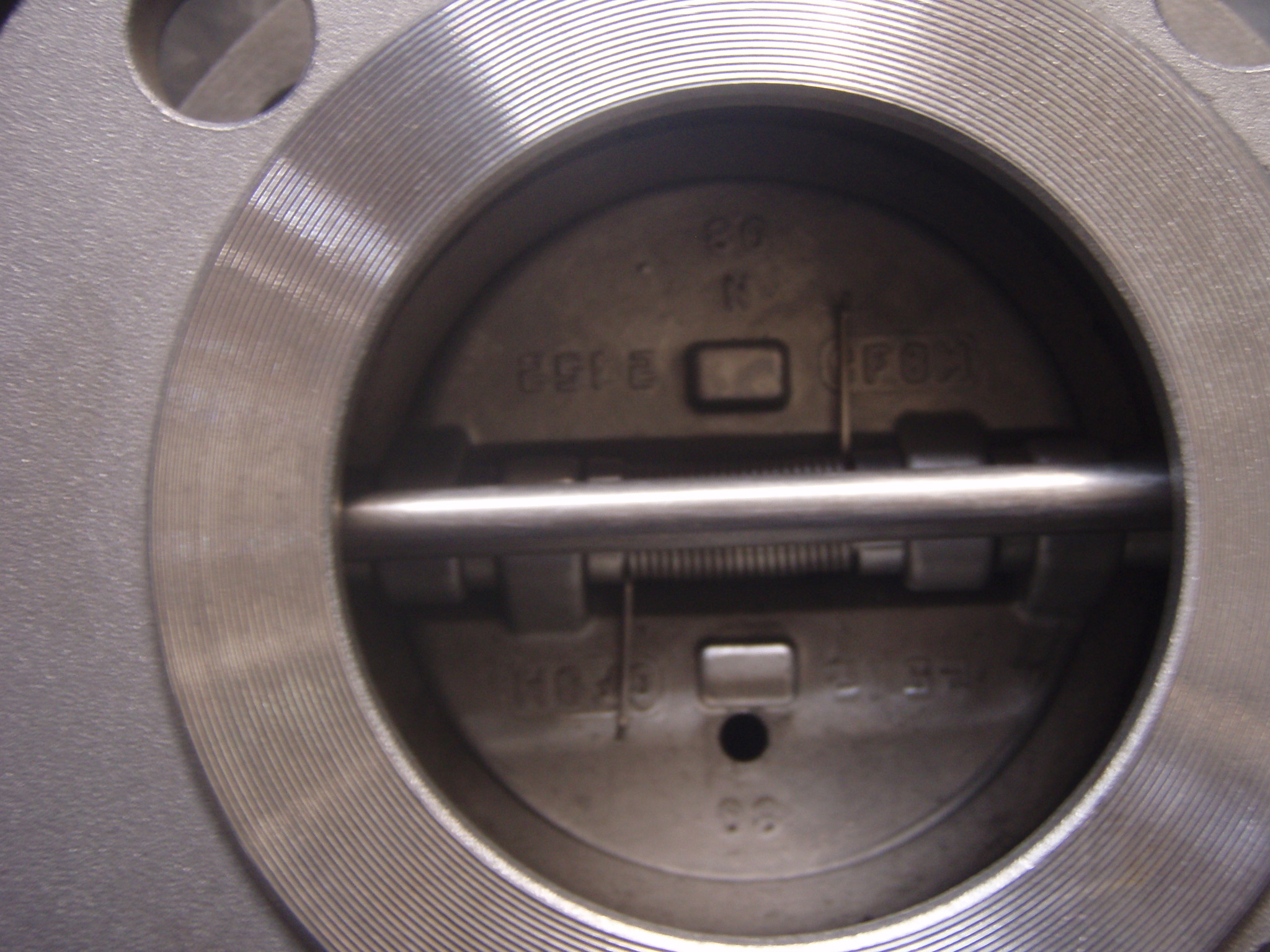
Interior d'una vàlvula antiretorn tipus wafer en Hastelloy
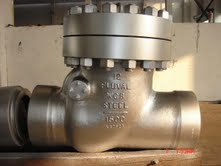
Vàlvula antiretorn de clapeta
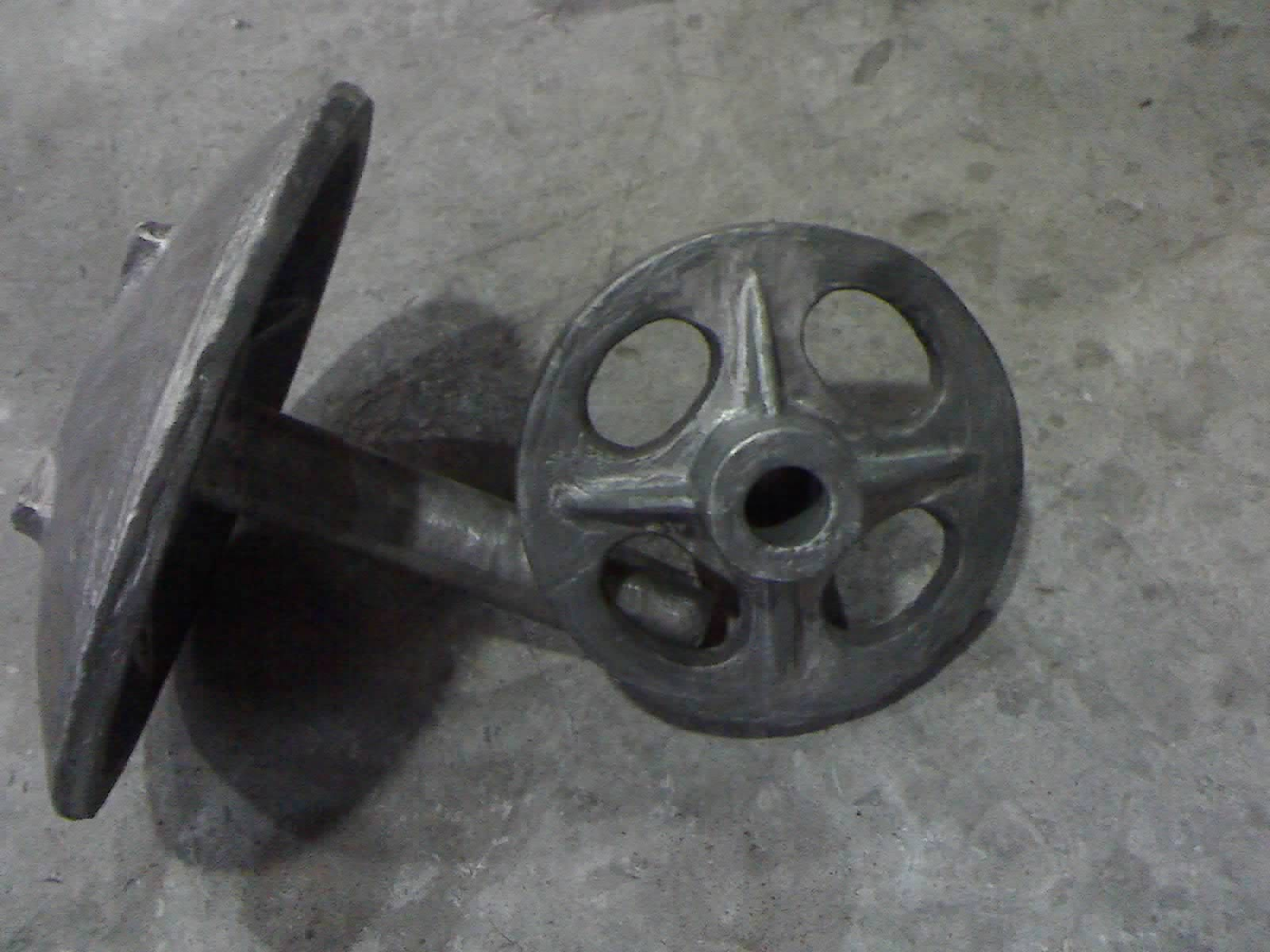
Obturador d'una vàlvula antiretorn
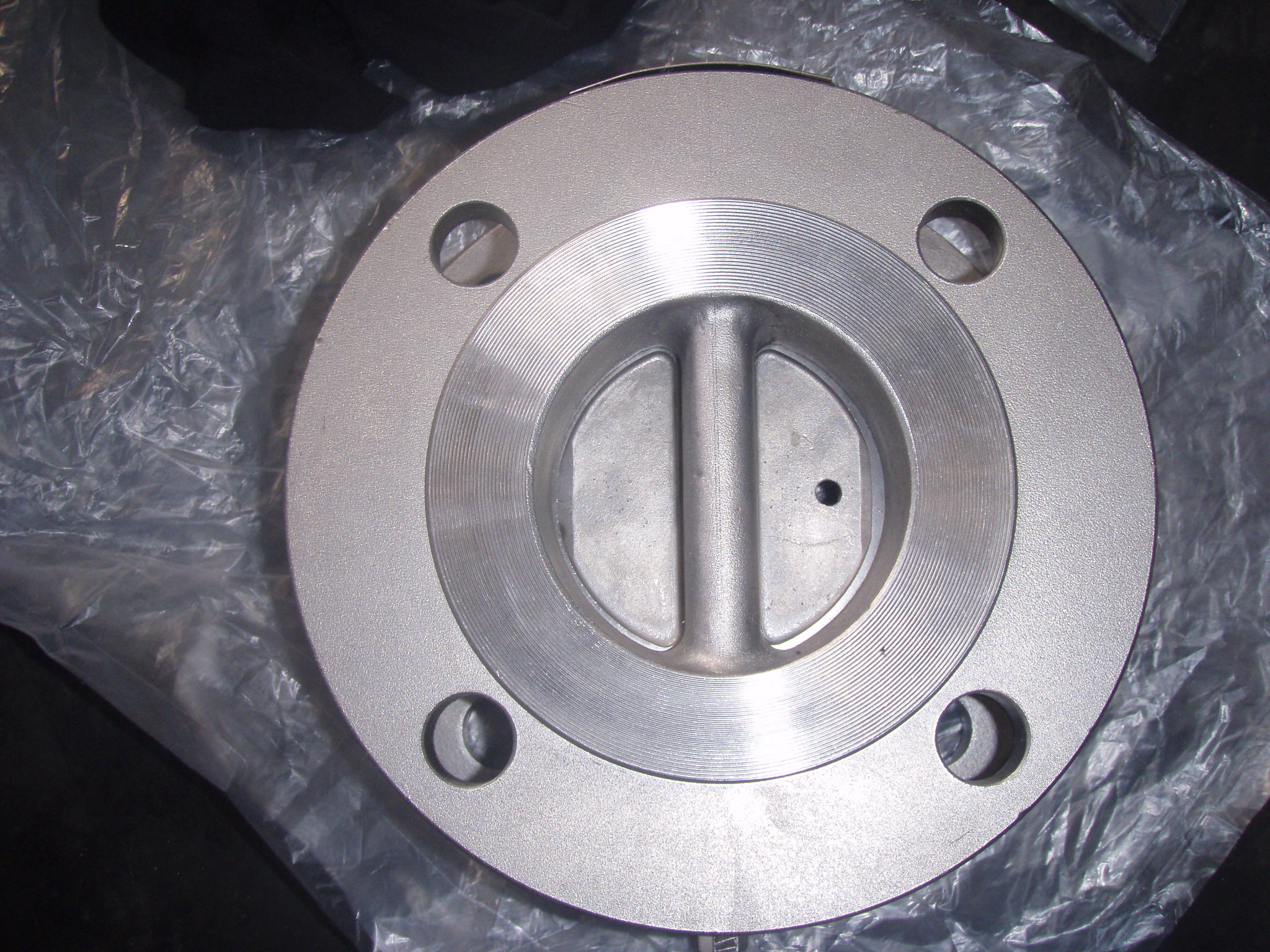
Vàlvula antiretorn
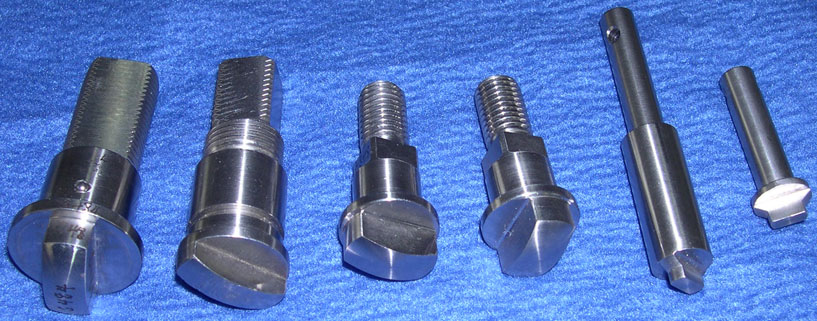
Perns per a vàlvules
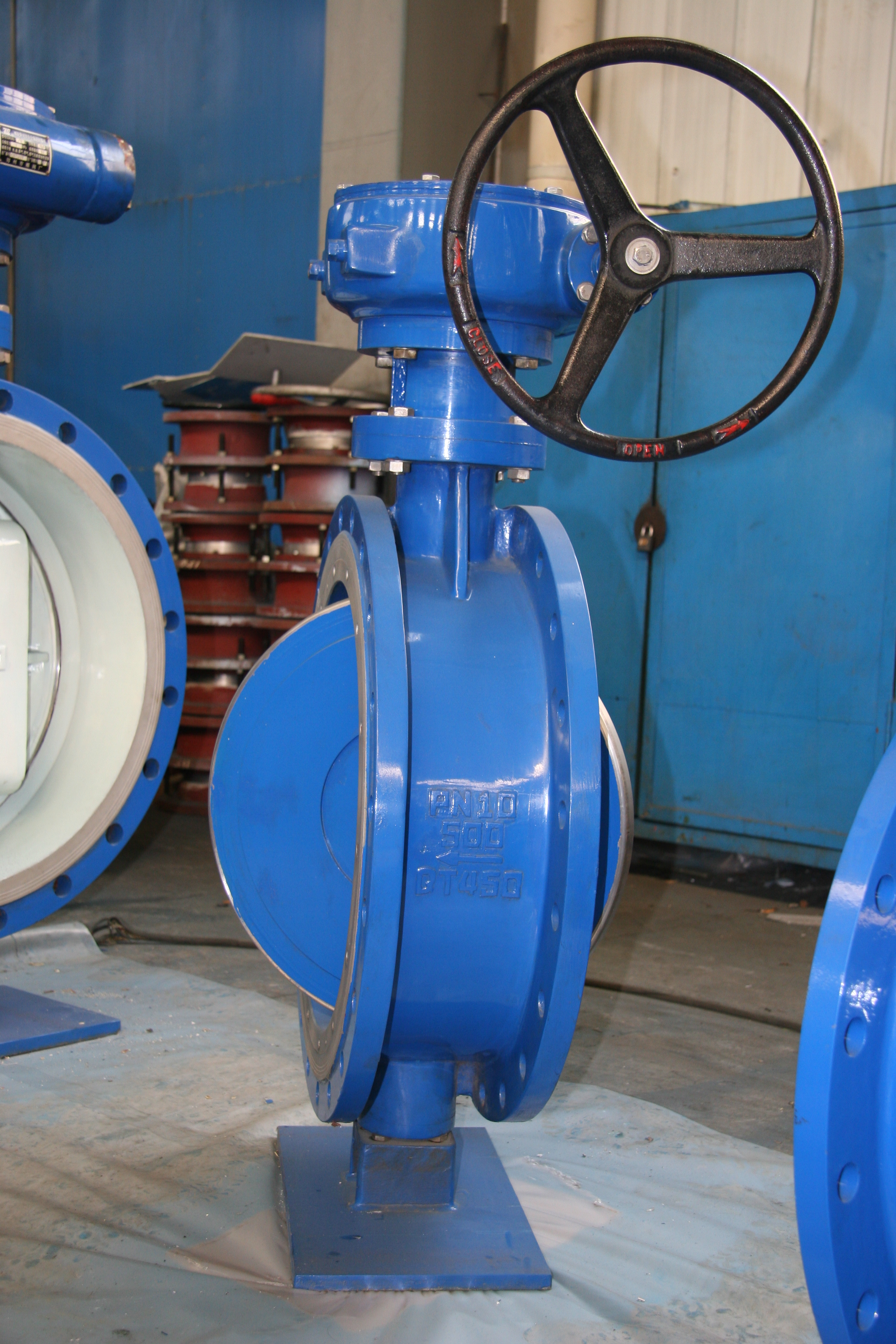
Vàlvula tipus papallona en material fosa dúctil
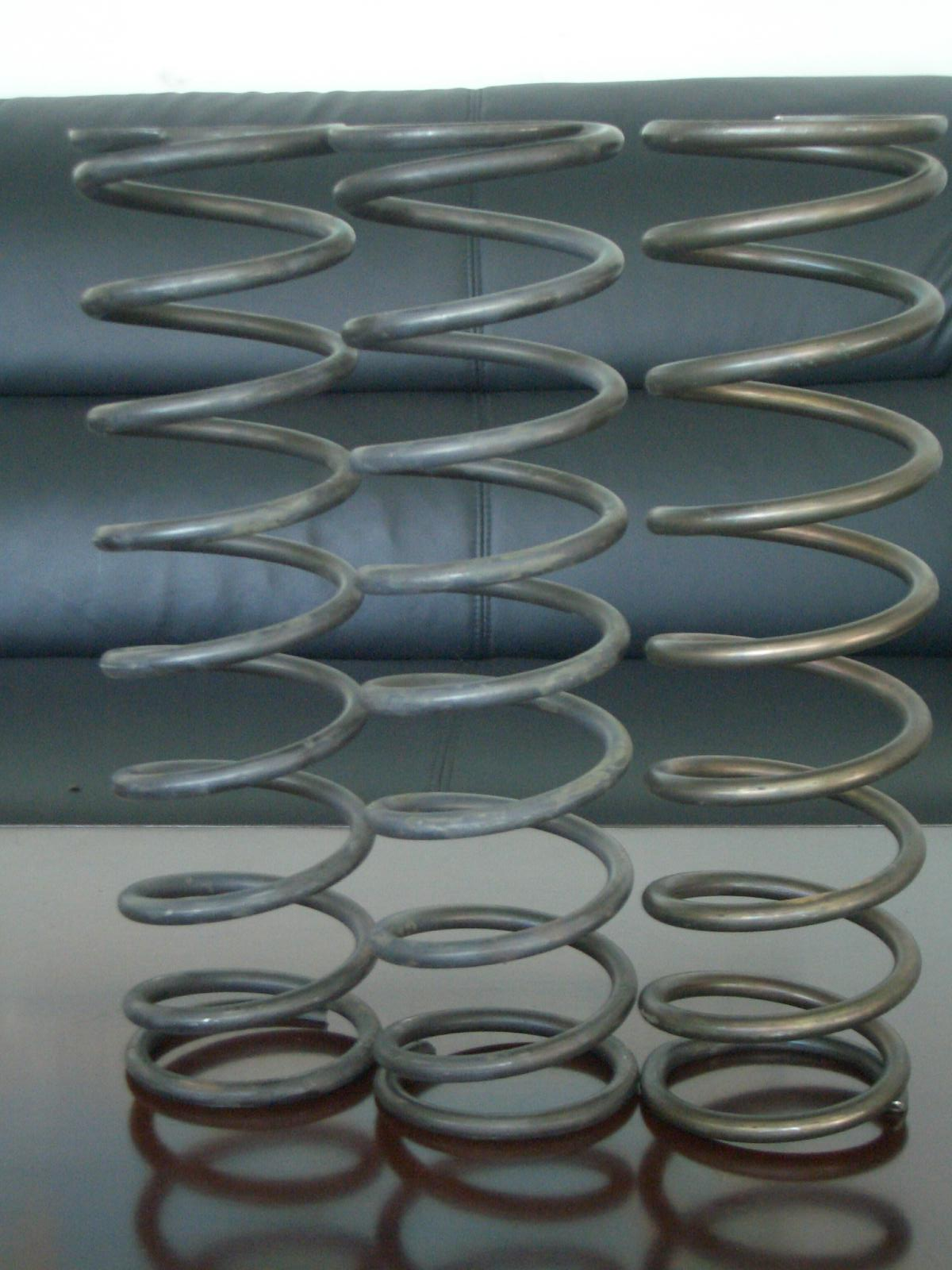
Molles de Inconel per vàlvules antiretorn
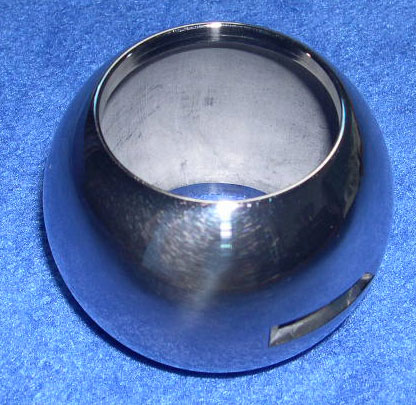
Bola per a una vàlvula de bola en titani